# 오드룬의 비가
〈오드룬의 비가〉(고대 노르드어: Oddrúnargrátr 오드루나르그라트르) 또는 〈오드룬의 서사시〉(고대 노르드어: Oddrúnarkviða 오드루나르크비다)는 《왕의 서》에서 〈구드룬의 세 번째 서사시〉와 〈아틀리의 서사시〉 사이에 있는 고 에다 시가이다.
시의 내용은 아틀리의 누이 오드룬이 금지된 사랑의 대상 군나르를 떠올리며 비통해한다는 것이다. 이 시는 잘 보존되어 있으며 11세기경 상대적으로 늦게 형성된 것으로 생각된다. 운율은 fornyrðislag이다.